# 龍田光
龍田光，名廷璧，浔州府平南（广西省平南县）大安人，清朝政治人物，同進士出身。
清道光六年（1826年），登丙戌恩科三甲四十九名进士，官至国子监祭酒，有政问。